# きんさいライナー
きんさいライナーは、広島県福山市と広島県三次市を結ぶ高速バスである。

## 沿革
- 2018年 (平成30年) 8月17日 - 中国バスによる、きんさいライナーの運行を開始[1]。
- 2020年（令和2年）5月7日 - この日以降土曜・休日のみの運行となる。（実際には、同日以降コロナウイルスの感染拡大懸念により運行されていない。）

## 運行会社
- 中国バス[1]

## 運行回数
- 昼行便1日2往復[2]

## 停車停留所
- ＜三次駅前[注 1] - 三次ワイナリー - 塩町 - 三良坂[注 2] - 道の駅世羅[注 2]＞ - 福山駅前[注 3]

- クローズドドアシステムを採用しているため＜停留所 - 停留所＞でくくった中は福山行では乗車のみ、三次行では下車のみ可能である[2][3]。

## 運行経路
- 三次駅前 - 国道375号 - 備北広域農道 - 国道184号 - 吉舎IC - 尾道自動車道 - 世羅IC - 道の駅世羅 - 世羅IC - 尾道自動車道 - 山陽自動車道 - 松永道路 - 今津ランプ - 松永道路 - 赤坂バイパス - 国道2号 - 福山駅前
  - 三次ワイナリー・塩町・三良坂を経由するため三次IC - 吉舎IC間は一般道路経由となっている[4]。